# Theda von Hoch
Theda von Hoch, född Stumpf 1919 var en tysk friidrottare och volleybolltränare.
Som friidrottare tog hon brons i diskus vid västtyska mästerskapen 1949. Hon tillhörde grundarna av Deutscher Volleyball Verband ([väst]tyska volleybollförbundet) och var den första förbundskaptenen för Tysklands damlandslag i volleyboll 1956–1973. Hon spelade själv 50 landskamper fram till 1966. Hon var även tränare för 1. VC Hannover från 1957/58 till och med 1978/79. Hannover var under denna perioden den dominerande klubben i västtysk damvolleyboll (före 1977 hade de bara missat att vinna tyska mästerskapet en gång, 1974).
Hon skrev även flera böcker, framförallt om volleyboll.